# 尚滿喜
尚滿喜（1984年—），琉球祝女、日本神道神職人員。她是琉球國第二尚氏現任當主尚衛的養女，現任琉球神道的第21代聞得大君。
尚滿喜出生於1984年，畢業於東京都的自由之丘產能短期大學。取得神職資格後，現住在日本三重縣伊勢市，在東海地方的一個神社中擔任神職。
尚滿喜致力於保護琉球傳統文化，2019年5月，她協助父親尚衛成立具有一般社團法人性質的「琉球歷史文化繼承振興會」，尚衛擔任代表理事、尚滿喜擔任副代表理事。同年聞得大君野津圭子去世後，她在伊勢市宣佈由自己擔任臨時聞得大君，主持琉球神道的祭祀活動。

## 外部連結
- 尚満喜的X（前Twitter）

| 宗教頭銜        | 宗教頭銜            | 宗教頭銜 |
| --------------- | ------------------- | -------- |
| 前任： 野津圭子 | 聞得大君 第二十一代 | 現任     |